# Penicillium camemberti
Penicillium camemberti is een schimmelsoort die hoort tot het geslacht Penicillium en is een stam van de penicillium candidum die onder andere voor camembert en brie wordt gebruikt.
De soort wordt gebruikt bij de productie van witschimmel- of wittekorstkazen, onder andere voor camembert. De schimmel wordt toegevoegd in de melk, of wordt eventueel vermengd in droog zout op de gevormde wrongel gestrooid of wordt op de kazen gespoten. Na 4 tot 5 dagen ontstaat er aan de buitenkant van de kaas een poederachtige, donzige witte of blauwgrijze gespikkelde schimmel. De oppervlakteschimmel heeft invloed op de rijping waardoor de kaas van buiten naar binnen rijpt. Bij halfrijpe kazen die met de penicillium camemberti zijn behandeld is de pâte net onder korst zacht en romig en het binnenste nog stevig.
De penicillium camemberti en de verwante penicillium candidum zijn vrij recent door wetenschappers geïsoleerd en gecultiveerd.